# Tatra 809
Tatra 809 byl projekt polopásového transportéru pro armádu s motorem Tatra 108. Tatra 809 se vyznačovala velkými nájezdovými úhly, značnou stoupavostí a brodivostí. Začaly se vyrábět v roce 1953. Byly vyrobeny 3 kusy.

## Motor
- typ: Tatra 108
- chlazení: vzduchem
- počet válců: 8
- objem: 9883 cm³
- stupeň komprese: 16.5: 1
- výkon: 95,7 kW při 2000 otáčkách
- dynama: 2 ks, každé 12 V/200 W
- spotřeba: 29 l/100 km

## Podvozek
Podvozek je tvořený přední řiditelnou nápravou a zadním pásovým podvozkem. Pásový podvozek tvoří hnací kolo, 5 pojezdových kol a zadní napínací kolo. Přední kola jsou disková, 10x20", osazená nízkotlakými širokoprofilovými pneumatikami 12x20".

## Převodovka
- hlavní převodovka : 4+1 převodových stupňů
- přídavná převodovka : dvojstupňová
- spojka: mechanická

## Karosérie
- elektroinstalace: 12 V
- pohotovostní hmotnost : 14450 kg
- užitečná hmotnost: 4000 kg